# 防長新聞
防長新聞（ぼうちょうしんぶん）は、かつて山口県で発行されていた地方新聞。
1. 防長新聞 (1884 - 1978) - 1884年に「防長新聞合資会社」より創刊した地方紙。1978年に廃刊。
2. 防長新聞 (1992 - 2006) - 1992年に当時の「防長新報」が1から題号を買い取り『防長新聞』の題号を継承した地域紙。2006年に廃刊。

## 防長新聞 (1884 - 1978)
1884年（明治17年）7月15日に山口市（当時は山口町）で「防長新聞合資会社」によって創刊。1942年（昭和17年）2月に新聞統廃合令により、防長新聞と「関門日日新聞」が合併し、山口県内の新聞が『関門日報』に統合され、『防長新聞』の名称は一時的に消滅した。
1945年（昭和20年）5月1日に『関門日報』が『防長新聞』に改名する形で『防長新聞』の名称が復活。発行元は「防長新聞合名会社」となり、以降は山口県紙として存在していたが、1978年（昭和53年）4月に廃刊。これ以降、山口県全域で発行している県域紙は『山口新聞』（みなと山口合同新聞社）のみとなっている。

## 防長新聞 (1992 - 2006)

### 概要
株式会社防長新聞社が岩国市を中心とする山口県東部で発行していた新聞。日本新聞協会・全国郷土紙連合に加盟していた。
ブランケット判8 - 12ページ建ての日刊紙（朝刊・月曜休刊）で、末期の公称部数は16,600部だった。1964年（昭和39年）2月1日、笹川徳光（のち岩国商工会議所会頭）の個人新聞『岩国日日新聞』として創刊。1965年（昭和40年）に株式会社に転換し『時事日本』に改題した。さらに1986年（昭和61年）11月21日に『防長新報』に改題したのち、上記の『防長新聞』を買い取り1992年（平成4年）12月6日に再改題し商号も変更した。

### 廃刊の経緯
売上高の低迷や金利負担などによる資金繰りの悪化で、2006年（平成18年）12月19日、同日付の朝刊に休刊の社告を掲載して全従業員を解雇。山口地方裁判所岩国支部に自己破産を申請して倒産し、事実上廃刊した。負債は6億6000万円だった。
休刊表明当日に行った記者会見で社長の笹川徳光は、岩国商工会議所会頭の社長自身が推進した「米軍岩国基地への米空母艦載機移転容認」に従った社の編集方針への反対派市民の反発が経営難の原因だと説明した。
しかし広島県警察と山口県警察は翌2007年（平成19年）1月、防長新聞社が振り出した手形の割引を広島市の金融業者に迫った恐喝未遂の疑いで、同社の経営陣に加わっていた岩国市内の合田一家系暴力団組長を逮捕した。裁判では、組長の恐喝未遂罪については被害者とのやり取りから「成立を認めるのは困難」として無罪としたが、笹川社長は休刊表明直前の12月17日に組長が金融業者に2000万円の手形割引を求めた場に自身も帯同していたことを認め、地元の暴力団が同社の手形を乱発し経営を圧迫していた実態が明らかになった。

### 日刊いわくに
一方、倒産にともない同社を解雇された編集長の藤井淳史ら元従業員6人は翌2007年、地元紙の復刊をめざして新会社の株式会社日刊いわくにを設立。同年4月3日にタブロイド判の朝刊紙『日刊いわくに』が創刊された。

### フリーペーパー
防長新聞社（サンデー事業部）は地域別に新聞折り込みのタブロイド判週刊フリーペーパー『サンデーネット』を発行していた。本紙とともに廃刊となった。
- サンデー岩国（配布地域・岩国市）
- サンデー防府（配布地域・防府市）
- サンデー柳井（配布地域・柳井市）
- サンデー周南（配布地域・周南市）
- サンデー光（配布地域・光市）
- サンデー北浦（配布地域・萩市、長門市）

これらの配布エリアでは防長新聞廃刊後、『Cue［キュー］ 山口版』（岩国市・柳井市周辺、中国新聞社防長本社発行、2007年2月2日創刊）、「タイファミリー岩国」（岩国市・大竹市・玖珂郡和木町の一部、株式会社田井ファミリー発行、2007年2月16日創刊）、「SPOT山陰」（萩市・長門市、個人発行、2007年9月28日創刊）の各フリーペーパーが創刊された。
防長新聞廃刊時点で県内ではほかに『サンデーしものせき』（下関市、毎日メディアサービス山口発行、現『SUNDAY下関』）、『サンデーうべ』（宇部市、宇部日報社発行）、『サンデー山口』（山口市、株式会社サンデー山口発行）の各フリーペーパーが存在したが、これらは防長新聞社とは関係ない。